# 上海別墅
上海別墅位于中華人民共和國上海市黄浦区南昌路110弄，建于1916年，江青(艺名蓝萍)和前夫唐纳曾在此居住，2019年起至2020年政府对此建筑修缮。已被上海市政府列为上海市优秀历史建筑。